# Fabio Rossato
Fabio Rossato (Monselice, 10 marzo 1970 – Monselice, 27 novembre 2018) è stato un fisarmonicista e compositore italiano.

## Biografia
Le sue capacità sono state scoperte precocemente dal maestro padovano Elio Boschello, che lo fece passare alla fisarmonica cromatica. Si mise in mostra già dai primi anni ottanta vincendo concorsi di livello internazionali tra i quali il primo premio assoluto al trofeo mondiale junior della CMA (Confederation Mondiale de l'Accordeon) di Fontainebleau del 1988 e nel 1991 nella categoria senior a Sachsenheim (Germania). Conseguì riconoscimenti e premi in manifestazioni internazionali a Stresa, Lisbona, Castelfidardo, Wittelsheim, Stradella, Stoccarda, Roma.
Svolse attività concertistica in Italia e all'estero in Svizzera, Spagna, Germania, Francia (Chartres - 1992), Germania, Inghilterra, Canada (Edmonton), settembre-ottobre 1993.
Si diplomò al Conservatorio “G. Rossini” di Pesaro col massimo dei voti e lode. Studiò anche pianoforte e composizione.
Oltre all'attività musicale, insegnò i corsi di fisarmonica al Conservatorio “F. A. Bonporti” di Trento, sede di Riva del Garda.
Il 15 maggio 2016 ha partecipato alla seconda edizione del festival Treviso Suona Jazz, suonando a Palazzo Giacomelli insieme a Helga Plankensteiner, Mattia Martorano, Lino Brotto, Andrea Boschetti, Giuseppe Pilotto.
È deceduto a Monselice, sua città natale, il 27 novembre 2018, stroncato da un infarto all'età di 48 anni.

## Discografia

### Solista
- Varieté, 2001

### Con altri gruppi
Chantango
- L'anima del vino, 2001, Freecom
- Bestiario d'amore, 2007, Poetica / Freecom